# آیزاک بارو
آیزاک بارو، (به انگلیسی: Isaac Barrow) ریاضی‌دان و الاهیات‌دان انگلیسی (اکتبر۱۶۳۰ تا ۴ می ۱۶۷۷). او دوستی تحسین شده و از استادان اصلی آیزاک نیوتون بود. او پایه‌گذار آنالیز جبری است و اهم پژوهش‌های او را در ریاضیات بر حساب دیفرانسیل، انتگرال، تانژانت، و تحقیق بر منحنی کاپا نام برده‌اند. نیوتون بعدها تحقیقات او را کامل‌تر کرد. یکی از حفره‌های برخوردی ماه به افتخار او نام‌گذاری شده‌است. او را کسی می‌دانند که نبوغ نیوتون را در دانشگاه کمبریج کشف کرد.